# Eagle-Syndrom

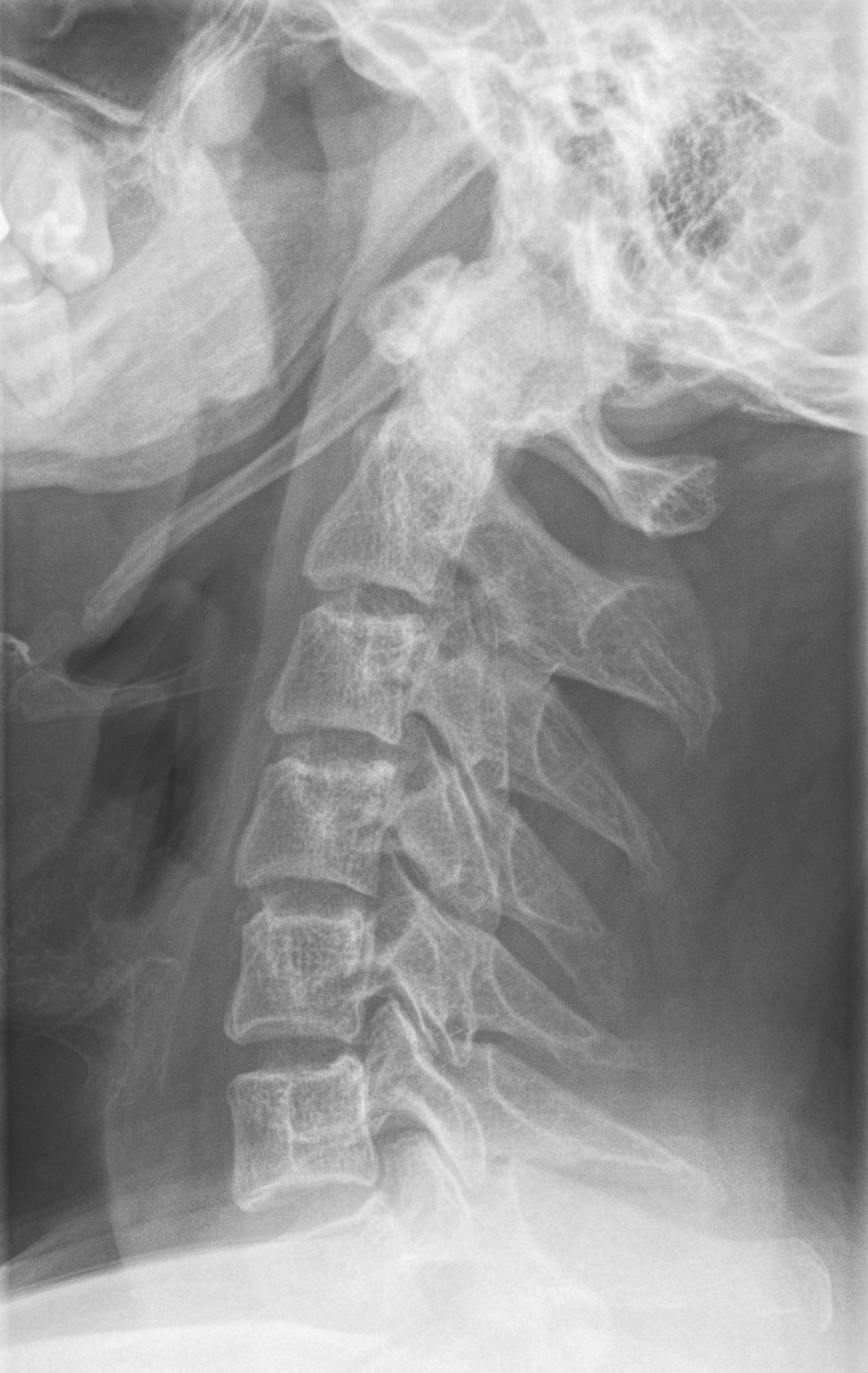
Eagle-Syndrom im Röntgenbild: Man erkennt gut den sehr langen Griffelfortsatz bzw. die Verknöcherung des Ligamentum stylohyoideum

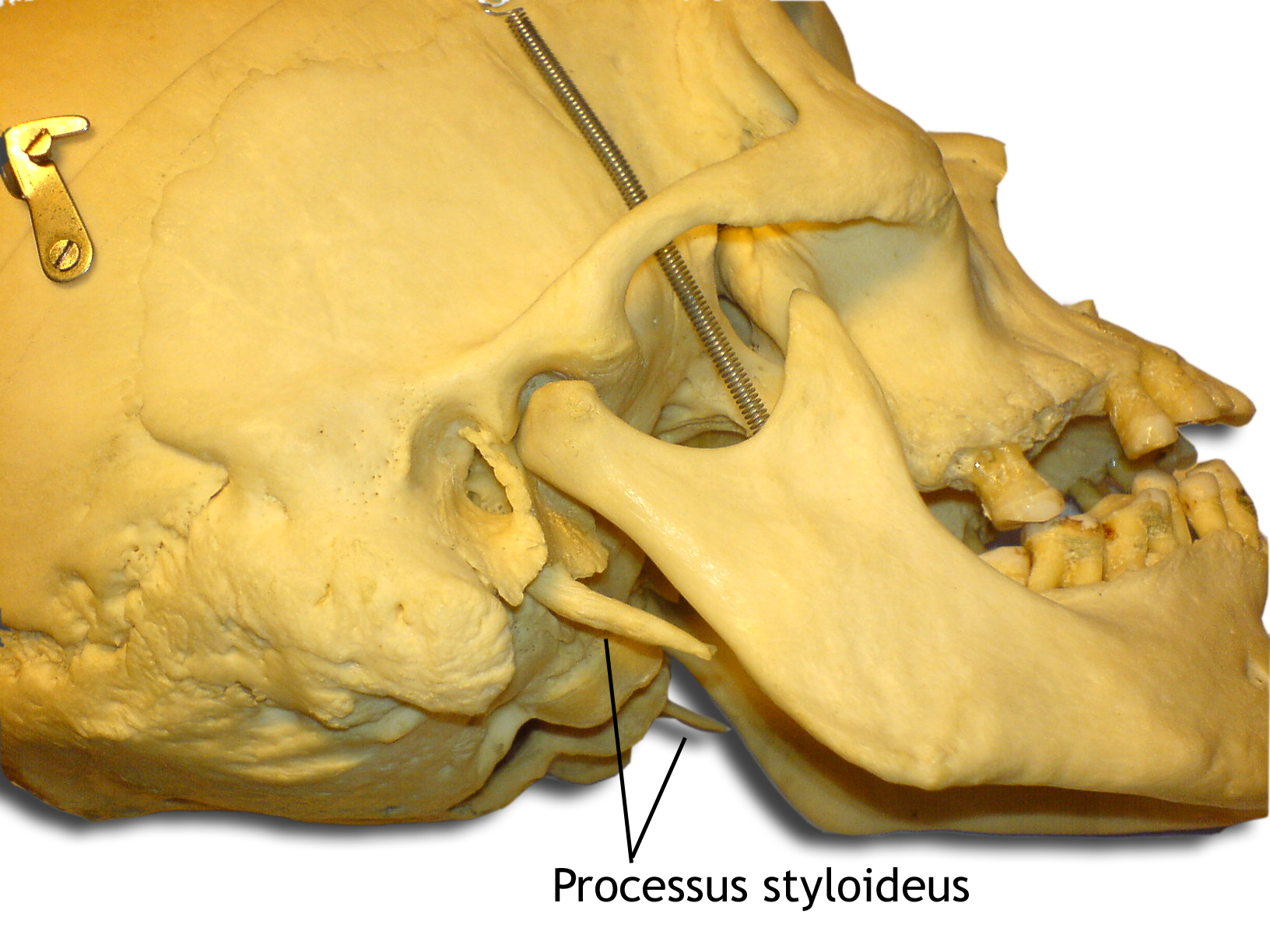
Normalgroße Griffelfortsätze (Processus styloideus) an einem Schädelpräparat

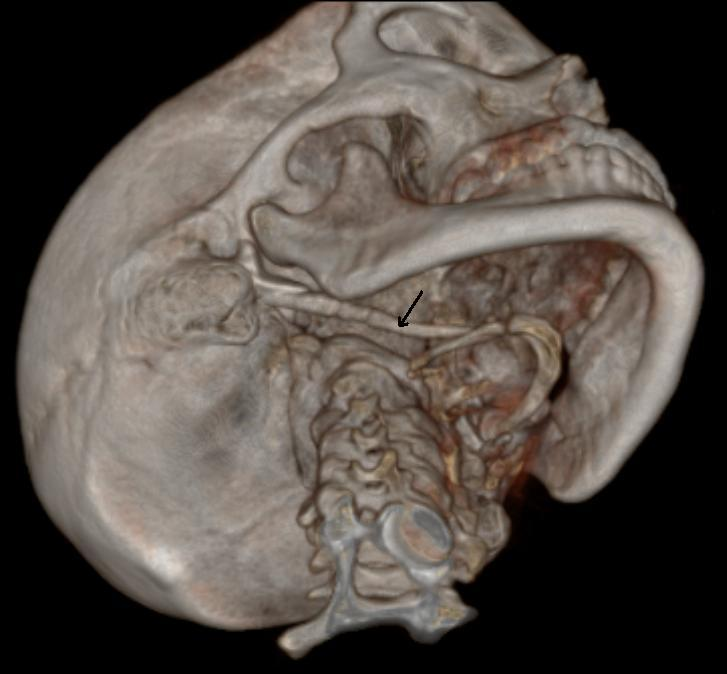
Überlanger Griffelfortsatz rechts, Computertomographie

Das Eagle-Syndrom (auch Stylohyoid-Syndrom oder Stylo-kerato-hyoidales Syndrom) wird verursacht durch einen zu langen (> 30 mm) Griffelfortsatz (Processus styloideus) oder durch Kalzifizierung des Ligamentum stylohyoideum.
Beim Processus styloideus handelt es sich um einen knöchernen Fortsatz des Schläfenbeines (Os temporale) an der Schädelbasis, der sich ähnlich der Form eines Griffels nach unten erstreckt und in das Ligamentum stylohyoideum übergeht. Dieses Band aus Bindegewebe wiederum endet am Zungenbein (Os hyoideum) und dient dessen Aufhängung. Das Syndrom wurde erstmals 1937 von dem US-amerikanischen HNO-Arzt Watt Weems Eagle (* 1898 † 1980) beschrieben.

## Symptome
Bei ca. 4–7 % der Bevölkerung ist der Processus styloideus ossis temporalis verlängert, ca. 4–10,3 % davon haben Symptome eines Eagle-Syndroms.  Die Häufigkeit der Ossifikation der Styloidkette (Processus styloideus des Os temporale, Ligamentum stylohyoideum und Cornu minus des Os hyoideum) variiert zwischen 4 und 30 %.  Das Syndrom wird oftmals übersehen. Mögliche Symptome sind:
- unklare Halsschmerzen (41 %)
- Fremdkörpergefühl (Globussyndrom)
- Schmerzen im Rachen
- Benommenheit
- Tinnitus
- Palpationsschmerz in der Fossa tonsillaris
- Schwindel
- Beschwerden mit oder ohne Schmerzen beim Schlucken (Dysphagie/Odynophagie)
- Schmerzen bei Bewegung des Kopfes/Halses.
- Atypischer Gesichtsschmerz

Die Symptome können verursacht werden durch Druck auf Nerven und Nervenäste (Nervus glossopharyngeus, Nervus vagus, Nervus trigeminus), Einklemmung der Halsgefäße (Arteria carotis communis, Vena jugularis), Irritationen der sympathischen Nerven der arteriellen Scheiden, degenerative Veränderungen des verkalkten-verknöcherten Bandes am Proc. styloideus oder durch rheumatischen Befall (rheumatoide Arthritis). Weiter wurden Dissektionen der A. carotis und transitorische ischämische Attacken beobachtet.

## Epidemiologie und Ursache
Betroffen sind vor allem Frauen mit einem Verhältnis von 3:1 im Alter von 30 bis 40 Jahren.
Die Ursache und die Entstehung der Erkrankung ist unklar. Diskutiert werden ein vorangegangenes Trauma, z. B. auch im Rahmen einer Entfernung der Mandeln (Tonsillektomie), eine angeborene Fehlbildung und eine Verknöcherung des Ligamentum stylohyoideum.

## Diagnostik
Die Diagnose kann bei klinischem Verdacht mittels Röntgen-Aufnahmen  in der Regel als Blickdiagnose im Orthopantomogramm erkennbar, oder mit der Computertomographie gestellt werden. Die Sonographie und die Magnetresonanztomographie sind weniger geeignete Methoden.

## Therapie
Therapeutisch werden konservative Maßnahmen mit Kortikoidinjektionen in die Tonsillenloge, Neuroleptika oder bei therapierefraktären Beschwerden die Reduktionsplastik des Processus styloideus eingesetzt. Die einfache Schmerztherapie versagt meist.